# Myriade
Een myriade is een aanduiding voor ontelbaar, van het Oudgriekse woord μυριάς, murias, of als aanduiding voor tienduizend of 10 000 = 104.
Myriade komt in het Bijbelboek Openbaring  5:11 voor, als er gesproken wordt over "myriaden van myriaden engelen". Ook in Lucas, Handelingen, Hebreeën, Judas komt het woord voor. Hier wordt het woord "myriaden" gebruikt om aan te geven dat het gaat om een ontelbaar grote groep.
In Frankrijk bestond sinds 1795 het voorvoegsel myria- voor een factor 10.000. Zo was 10 kilogram gelijk aan 1 myriagram. Dit voorvoegsel werd echter zelden gebruikt. Een enkele keer wordt 10 km een myriameter genoemd in oude spoorboekjes. In de huidige Belgische wetgeving treffen we deze oude lengtemaat, de myriameter, nog herhaaldelijk aan. Zo bijvoorbeeld in artikel 115 van de hypotheekwet en in artikel 120ter van het Strafwetboek. Bij de invoering van het SI-stelsel in 1960 werd dit voorvoegsel officieel afgeschaft.

## Azië
Ook in diverse Aziatische landen wordt nog met myriaden gewerkt. Zo kent men in het Koreaans bijvoorbeeld geen apart woord voor miljoen, maar wel voor tienduizend (hangul: 만, herziene romanisatie: man, Nederlandse uitspraak: maan). Miljoen wordt dan ook uitgesproken als 100 myriaden (hangul: 백만, herziene romanisatie: baekman, Nederlandse uitspraak: pbè(k)maan). Ook het Japans en het Chinees kennen een soortgelijke telling.